# Ksar Berroum
Ksar Berroum (en arabe : قصر بروم) est un village fortifié dans la province de Midelt, région de Draa-Tafilalet au Maroc .